# Kanticha Chumma
Kanticha Chumma (tiếng Thái: กันติชา ชุมมะ), nghệ danh Ticha (ติช่า), sinh ngày 19 tháng 02 năm 1995, là người mẫu, diễn viên, đại sứ thương hiệu người Thái Lan. Cô được biết đến là quán quân cuộc thi The Face Thailand (Mùa 2).

## Sự nghiệp

### Tiểu sử
Ticha sinh ra tại tỉnh Nakhon Si Thammarat và qua Phuket lúc cô lên bảy tuổi, cô cùng gia đình sang Smålands, phía Bắc Thụy Điển. Sau đó, chuyển sang Helsingborg, và về lại Phuket, Thái. Học trường Stree Phuket School uđến tuổi 13 chuyển về lại Thụy Điển. Học tiếp trung học và Đại học vá sau đó tốt nghiệp lại Thụy Điển.

### Tham gia The Face Thailand
Năm 2015, Ticha tham dự cuộc thi The Face Thailand (Mùa 2) sau khi trở về lại Thái sau ba ngày, cô tham gia casting rồi tham gia vòng tuyển chọn chính thức. Trong vòng chọn đội, cô được một chọn duy nhất từ Mentor Bee Namthip, Ticha được đánh giá cao qua các phần thi Campaign và Challenge và chỉ bị một lần vào phòng loại, Bee chọn Ticha vào vòng chung kết Final Walk và đạt ngôi vị quán quân và nhận giải thưởng: Trở thành gương mặt đại diện cho Maybelline New York, đại sứ thương hiệu của TREsemmé, đại sứ thương hiệu của BMN, đại sứ thương hiệu của The Diplomat39, xuất hiện trên trang bìa tạp chí Vogue Thailand & GQ Thailand, ký hợp đồng diễn xuất và góp mặt trong những bộ phim của nhà sản xuất Kantana Group và giải thưởng tiền mặt trị giá 1.000.000 THB. Ticha ký hợp đồng với Công ty Kantana.

### Sau The Face Thailand
Có thể nói Ticha đang là gương mặt vàng khi gom về rất nhiều job sau The Face mùa 2, cô cũng là Quán quân duy nhất sau khi kết thúc hợp đồng một năm quán quân của Maybelline nhưng vẫn được ký thêm hợp đồng cho show riêng phát sóng trên Youtube của Maybelline Thailand, điều mà các quán quân khác không làm được. Bên cạnh đó cô cũng gom về một lượng thương hiệu lớn và là đại sứ thương hiệu đại diện của GrabFood, Lazada, Treseme, và dòng nước hoa tinh dầu Charisma,... là thí sinh được lên bìa và chụp tạp chí nhiều nhất dàn The Face với hợp đồng chụp hình với các tạp chí có tên tuổi lớn tại Thailand như CQ, Lips và Vogue,.. Ticha còn đóng rất nhiều Lakorn, với tính cách hài hước mặn mà cô cũng là người được các show giải trí đặc biệt là các show hài hước chọn mặt gửi vàng, ngoài ra cô cũng được biết đến với vai trò là MC của rất nhiều các chiến dịch quảng cáo, và chiến dịch tuyên truyền phi lợi nhuận.

## Phim đã tham gia

### Phim điện ảnh
| Năm  | Phim                | Vai             |
| ---- | ------------------- | --------------- |
| 2018 | Ông anh "trời đánh" | Cô gái quầy bar |

### Sitcom
| Năm       | Tựa                                                | Vai    | Đóng với         | Đài   |
| --------- | -------------------------------------------------- | ------ | ---------------- | ----- |
| 2016-2017 | Soot Ruk Chun La Moon Công thức yêu của bếp trưởng | Soda   | Sukrit Wisedkaew | OneHD |
| 2019      | Pen Tor                                            | Deenee | (khách mời)      | OneHD |

### Phim truyền hình
| Năm  | Tựa                                         | Vai            | Đài    |
| ---- | ------------------------------------------- | -------------- | ------ |
| 2018 | Nang Sao Mai Jam Kad Nam Sakul              | Nokweed        | OneHD  |
| 2019 | Strange Girl in a Strange Land              | Nung           | LineTV |
| 2019 | Pha Dong Payak                              | Laidao/"Dao"   | PPTV   |
| 2020 | Fai Gam Prae Vỏ bọc giàu sang               | Sopit / "Taek" | GMM25  |
| 2021 | Duang Jai Nai Montra Trái tim chàng si tình | Carista        | CH3    |
| 2021 | The Mind Game Trò chơi cân não              | Hong           | OneHD  |
| 2021 | Prajan See Daeng Trăng máu                  | Dr. Atchara    | OneHD  |

### Series
| Năm  | Tựa                                         | Vai   | Đài       |
| ---- | ------------------------------------------- | ----- | --------- |
| 2016 | MelodiesOfLife My Name Is Single (คนไม่มีแฟน) | Timor | GMM25     |
| 2017 | Journey The Series กลางใจใกล้แค่เอื้อม          | Ticha | CH3       |
| 2019 | Sanaeha Stories: Chompoo                    | Sai   | ThunderTV |
| 2020 | Love Stalker                                | Jane  | HOOQ      |

## Chương trình tham gia

### MC
- Maybelline's Make up my way
- Life.beats By Gmm Bravo with Ratthanan Chanyajirawong on GMM 25 Channel
- List of Dance Dance Dance, Thailand (Dance Dance Dance Thailand) with Neptune overdoses Morning Palakawong Ayutthaya Channel LINE TV and date fields.
- Invitation to Thai Tourism Program on GMM 25 channel
- List of eat-solve-karma

### Chương trình
| Năm  | Tựa                                     | Vai trò                        |
| ---- | --------------------------------------- | ------------------------------ |
| 2018 | I Can See Your Voice Thailand: Season 3 | SING-vestigator (Ep. 72) Guest |
| 2018 | Talk with Toey One Night                | (Ep. 4) Guest                  |
| 2017 | Lip Sync Battle Thailand                | (Ep. 11) Guest                 |
| 2015 | Talk with Toey Tonight                  | (Ep. 11, 18) Guest             |
| 2015 | The Face Thailand (Mùa 2)               | [Team Bee] Regular Member      |